# سایت باستان‌شناسی توسی
سایت‌های توسی (انگلیسی: Tusi Sites) (به چینی: 土司遗址) به سه سایت باستانی توسِی در چین اطلاق می‌شود که در تاریخ ۳ ژوئیه ۲۰۱۵ توسط یونسکو به عنوان میراث جهانی ثبت شدند. این سایت‌ها در کوه‌های جنوب غرب چین واقع شده‌اند و نمونه‌ای از سیستم حکومتی توسِی هستند که از قرن سیزدهم تا بیستم میلادی پابرجا باقی ماند. این مکان‌ها به عنوان چهل و هشتمین سایت میراث جهانی در چین ثبت شدند.

## پیشینه
توسِی‌ها رهبران قبیله‌ای ارثی بودند که توسط دولت امپراتوری چین در دوران‌های یانگ، مینگ و چینگ به عنوان مقامات منصوب می‌شدند. این سیستم سیاسی توسط امپراتوران چینی برای اداره مناطق اقلیتی در جنوب و جنوب‌غرب چین اتخاذ شده بود و به بسیاری از گروه‌های قومی در چین درجه‌ای از خودمختاری سیاسی را اعطا می‌کرد. سیستم توسِی برای بیش از هزار سال در چین اجرا می‌شد.

## شرح
سایت میراث جهانی از سه سایت جداگانه تشکیل شده است که سیستم توسِی را نمایان می‌سازد:
- لاوسیچنگ پایتخت توسِی پنگ از ۱۱۳۵ تا ۱۷۲۴ بود و بزرگ‌ترین و بهترین‌حفظ‌شده‌ترین از شهرهای باستانی توسِی است.[۵] توسِی پنگ بر منطقه‌ای از مردم توجیا حکومت می‌کردند و در رتبه‌های بالای سیستم توسِی قرار داشتند و قلمرو وسیعی را اداره می‌کردند.
- دژ هایلونگتون که در سال ۱۲۵۷ در دوران دودمان سونگ تأسیس شد و پیش از تسلیم شدن در سال ۱۶۰۱، مرکز حکومت سرزمین بوجو بود. مشابه توسِی پنگ در لاوسیچنگ، سرزمین بوجو از توسِی‌های بلندمرتبه بود و منطقه‌ای وسیع را تحت حکمرانی داشت.
- تانگیا پایتخت توسِی چین بود که مساحت ۶۰۰ کیلومتر مربع را برای چهار قرن اداره می‌کرد. این شهر در ۱۳۵۵ ساخته شد و در ۱۷۳۵ رها شد. برخلاف دو سایت دیگر، تانگیا نسبتاً کوچک است که نشان می‌دهد توسِی‌های چین از لحاظ مقام و جایگاه پایین‌تر از حکام دو سایت دیگر بودند.

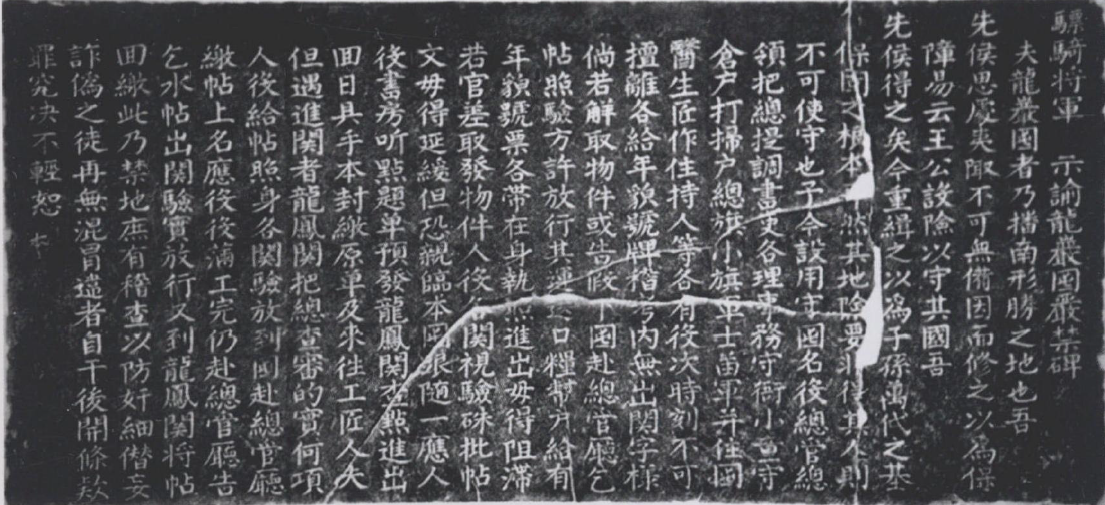
یک بنای یادبود از هایلونگتون

## سایت میراث جهانی
در تاریخ ۳ ژوئیه ۲۰۱۵، این سه سایت توسِی در سی و نهمین نشست کمیته میراث جهانی یونسکو در بن، آلمان به فهرست میراث جهانی فرهنگی افزوده شدند. کمیته اظهار داشت که سیستم توسِی هدفش یکپارچگی اداره ملی بود در حالی که به اقلیت‌های قومی اجازه می‌داد تا آداب و رسوم و شیوه زندگی خود را حفظ کنند.
| شماره ثبت یونسکو | نام                | مکان                          | مختصات جغرافیایی                                                | مساحت                                           |
| ---------------- | ------------------ | ----------------------------- | --------------------------------------------------------------- | ----------------------------------------------- |
| ۱۴۷۴–۰۰۱         | لاوسیچنگ حوزه توسِی | شهرستان یونگشون، هونان        | ۲۸°۵۹′۵۵″ شمالی ۱۰۹°۵۸′۰۱″ شرقی / ۲۸٫۹۹۸۶۱°شمالی ۱۰۹٫۹۶۶۹۴°شرقی | ملک: ۵۳۴٫۲۴ هکتار منطقه حفاظت‌شده: ۱۰۲۳٫۹۳ هکتار |
| ۱۴۷۴–۰۰۲         | تانگیا حوزه توسِی   | شهرستان شیانفنگ، هوبئی        | ۲۹°۴۱′۲۶″ شمالی ۱۰۹°۰۰′۱۹″ شرقی / ۲۹٫۶۹۰۵۶°شمالی ۱۰۹٫۰۰۵۲۸°شرقی | ملک: ۸۶٫۶۲ هکتار منطقه حفاظت‌شده: ۹۷۳٫۶۱ هکتار   |
| ۱۴۷۴–۰۰۳         | دژ هایلونگتون توسِی | منطقه هویچوان، زونیای، گوئیژو | ۲۷°۴۸′۴۲″ شمالی ۱۰۶°۴۹′۰۱″ شرقی / ۲۷٫۸۱۱۶۷°شمالی ۱۰۶٫۸۱۶۹۴°شرقی | ملک: ۱۶۰٫۴۲ هکتار منطقه حفاظت‌شده: ۱۱۲۷٫۷۹ هکتار |